# 태백경찰서
태백경찰서(太白警察署, Taebaek Police Station)는 강원특별자치도경찰청이 관할하는 경찰서 중 하나이다. 강원특별자치도 태백시 일대를 관할한다. 강원특별자치도 태백시 장성로 26 (장성동)에 위치하고 있다.
서장은 총경으로 보한다.

## 기본 정보
- 주소: 강원특별자치도 태백시 장성로 26 (장성동)
- 우편번호: 26052

## 관할 파출소 및 지구대
| 명칭       | 사진 | 주소          | 관할구역         | 치안센터                  |
| ---------- | ---- | ------------- | ---------------- | ------------------------- |
| 황지지구대 |      | 황지로 94     | 황지동, 삼수동   | 사조치안센터 화전치안센터 |
| 장성파출소 |      | 장성남로 101  | 장성동, 구문소동 |                           |
| 철암파출소 |      | 상철암길 28-6 | 철암동           |                           |
| 소도파출소 |      | 버들치길 51   | 문곡소도동       |                           |
| 연화파출소 |      | 통리1길 112   | 황연동           |                           |

## 같이 보기
- 강원특별자치도경찰청